# روستای ملک محمداشترک
روستای ملک محمداشترک، روستایی از توابع بخش جزینک شهرستان زهک در استان سیستان و بلوچستان ایران است.

## جمعیت
این روستا در دهستان خمک قرار دارد و براساس سرشماری مرکز آمار ایران در سال ۱۳۹۵، جمعیت آن ۱۴۳ نفر (۳۸ خانوار) بوده‌است.